# Амалия Гессен-Дармштадтская
Фридерика Амалия Гессен-Дармштадтская (нем. Friederike Amalie von Hessen-Darmstadt; 20 июня 1754, Пренцлау — 21 июня 1832, Брухзаль) — принцесса Гессен-Дармштадтская, в замужестве наследная принцесса Баденская. Дочь Людвига IX, ландграфа Гессен-Дармштадтского и Генриетты Каролины Пфальц-Цвейбрюккенской. Старшая сестра великой княгини Натальи Алексеевны, первой супруги будущего русского императора Павла I, мать императрицы Елизаветы Алексеевны, супруги Александра I, бабушка императрицы Марии Александровны, супруги Александра II,  прабабушка великой княгини Ольги Фёдоровны и прапрабабушка последней российской императрицы Александры Фёдоровны и великой княгини Елизаветы Фёдоровны.

## Биография
В 1773 году Амалия вместе со своими младшими сёстрами Вильгельминой и Луизой рассматривалась императрицей Екатериной II в качестве невесты для наследника великого князя Павла. В одном из своих писем она писала о принцессе: «… Старшая очень кроткая». После того, как выбор цесаревича остановился на принцессе Вильгельмине, Амалия получила от императрицы орден Святой Екатерины и приданое в 50 тыс. рублей.
Амалия  15 июля 1774 года вышла замуж за своего двоюродного брата Карла Людвига Баденского, сына маркграфа Карла Фридриха, который в 1806 году стал первым великим герцогом Баденским, и Каролины Луизы Гессен-Дармштадтской, родной тёти (по отцу) Амалии. Амалия так и не стала великой герцогиней Баденской, так как её супруг скончался в 1801 году при жизни своего отца.
По отзыву современников, маркграфиня Амалия «была большая умница и с сильным характером». Она была враждебна политике Наполеона и противилась браку сына с Стефанией Богарне. Во время Венского конгресса внесла свой вклад в Великое герцогство Баденское, которое было создано Наполеоном, сохранив за ним без потерь территории.

## Потомки
- Катарина Амалия Кристиана Луиза (13 июля 1776 — 26 октября 1823).
- Фридерика Каролина Вильгельмина (13 июля 1776 — 13 ноября 1841) — с 9 марта 1797 года – вторая супруга Максимилиана I.
- Луиза Мария Августа (24 января 1779 — 16 мая 1826) — 9 октября 1793 года стала женой императора Александра I.
- Фридерика Доротея Вильгельмина (12 марта 1781 — 25 сентября 1826) — 31 октября 1797 года стала женой короля Густава IV Адольфа. Они развелись в 1812 году.
- Мария Елизавета Вильгельмина (7 сентября 1782 — 29 апреля 1808) — 1 ноября 1802 года стала женой Фридриха Вильгельма, герцога Брауншвейг-Вольфенбюттельского.
- Карл Фридрих (13 сентября 1784 — 1 марта 1785).
- Карл Людвиг Фридрих (8 июня 1786 — 8 декабря 1818) — будущий второй великий герцог Бадена. В апреле 1806 года стал мужем Стефании де Богарне.
- Вильгельмина Луиза (10 сентября 1788 — 27 января 1836) — 19 июня 1804 года стала женой великого герцога Людвига II Гессенского.